# Podpalaczka
Podpalaczka (ang. Firestarter) – powieść autorstwa Stephena Kinga wydana w 1980 roku. W Polsce, podobnie jak w przypadku kilku wcześniejszych powieści Stephena Kinga, Podpalaczkę pierwszy raz wydano nakładem wydawnictwa Phantom Press International pod oryginalnym tytułem Firestarter. Wydanie to nie posiadało dedykacji (Pamięci Shirley Jackson, która nigdy nie musiała podnosić głosu.). W 1999 roku powieść wydano już pod polskim tytułem nakładem wydawnictwa Prószyński i S-ka.
W 1984 roku ukazała się kinowa ekranizacja powieści, w której zagrała Drew Barrymore i David Keith. Film nie trafił na polskie ekrany kinowe.

## Fabuła
Tytułowa postać z „Firestartera” to  Charlene „Charlie” McGee, dziewczynka posiadająca wiele wyjątkowych cech, wśród których najważniejszą jest pirokineza – umiejętność tworzenia ognia wyłącznie przy pomocy umysłu. Charlie należy do mutantów; swoje umiejętności odziedziczyła po rodzicach (Andrew „Andy” McGee oraz Vicky Tomlinson), którzy uczestniczyli w tajemniczym, sponsorowanym przez rząd eksperymencie mającym miejsce w jednej z amerykańskich szkół średnich. Oboje rodzice otrzymali zastrzyk z nieznaną ilością substancji zwanej Lotem Sześć, która, wśród innych właściwości, wprowadza zmiany w chromosomach oraz przysadce mózgowej.
Jedną z głównych zasług Lotu Sześć było obdarzenie Andy’ego hipnozą telepatyczną, czyli kontrolą umysłu, którą nazywa on „pchnięciem”. Dzięki temu potrafi on doprowadzić ofiarę do stanu skrajnej sugestii. Vicky natomiast wykształciła w sobie zalążek telekinezy, jej zdolności ograniczają się jednak do zamknięcia lodówki z drugiego końca pokoju. Charlie, dziedzicząc po rodzicach cechy Lotu Sześć, otrzymała najpotężniejszy z ukrytych talentów. Podejrzewa się, że potrafi samą siłą woli doprowadzić do eksplozji nuklearnej. Wiadomo także, że „pchnięcie” Andy’ego stopniowo prowadzi do jego autodestrukcji; za każdym jego użyciem doprowadza on do bólów głowy oraz wylewów krwi w mózgu.
Sklepik, rządowa organizacja sponsorująca badania nad substancją, uznała eksperyment za porażkę. Jeden z jej członków stwierdził, że człowiek po prostu nie rozwinął się jeszcze wystarczająco aby wykorzystać potencjał Lotu Sześć. Jednak pomimo uznania Andy’ego oraz Vicky za bezużyteczne obiekty testów, Charlie ogłoszono przełomem w badaniach. To właśnie ze względu na nią rodzina McGee została poddana obserwacji na okres około siedmiu lat.
W wyniku pomyłki agentów Sklepiku, Vicky została niepotrzebnie zabita, a jej córkę porwano. Korzystając ze swojego talentu Andy zdołał uratować Charlie i razem zaczęli wieloletnie życie w ukryciu jako zbiegowie, przenosząc się za każdym razem, kiedy Andy przeczuwa kolejne próby napaści  agentów Sklepiku. Po kilku udanych ucieczkach przed swoimi wrogami, Charlie z ojcem trafiają pod przybranymi nazwiskami na odległą farmę Irva oraz Normy Mandersów – przyjaznej, tradycjonalistycznej pary która zdecydowała się im pomóc. Niedługo później farma staje się oblegana przez agentów Sklepiku. Andy, wściekły na ciągłe zakłócanie jego życia, przekonuje Charlie aby użyła swojej mocy, w wyniku której najeźdźcy zostają skutecznie wystraszeni a cała farma Mandersów – doszczętnie spalona. Andy z córeczką przenoszą się do domu swojego dziadka w Vermont na kilka miesięcy. Wkrótce jednak Sklepik ponawia próby przechwycenia rodziny McGee, wysyłając do ich kryjówki agenta Johna Rainbirda, zabójcy na usługach Sklepiku, który w przeszłości odznaczył się walką w Wietnamie. Po kilku miesiącach ścisłej obserwacji Rainbird wraz ze swoim partnerem Julesem przechwytują Andy’ego i Charlie, usypiając ich odpowiednio spreparowanymi strzałkami.
Rodzina McGee zostaje przez sześć miesięcy więziona w jednej z placówek Sklepiku. W tym czasie prowadzonych jest mnóstwo testów mających na celu przeanalizowanie ich mocy. Podczas gdy Andy jest pod ciągłym wpływem środków odurzających, w przypadku Charlie ich stosowanie zostało przerwane z obawy na ewentualny wpływ na jej talent. Mimo to dziewczynka odmawia korzystania z pirokinezy i większość czasu odmawia współpracy. Andy natomiast przełamuje się i popada w nadwagę, stając się apatycznym, żyjącym sobie spokojnie w placówce pacjentem. Mimo prób współpracy, Andy z niezadowoleniem odkrywa, że nie potrafi już korzystać z „pchnięcia” i stopniowo uzależnia się od torazyny, leku używanego przez Sklepik do kontrolowania Andy’ego.
Ostatecznie, przy okazji nieprzewidzianej burzy, która doprowadza do przerwy w dostawie prądu, w fabule następują dwa ważne zwroty akcji. Po pierwsze, John Rainbird, podszywając się pod postać woźnego w placówce w końcu zaskarbia sobie zaufanie Charlie. Drugim ważnym przełomem jest podświadome „pchnięcie” przez Andy’ego samego siebie, dzięki czemu odzyskuje on swoją umiejętność kontroli umysłów i wyzwala się z uzależnienia. Po kilku tygodniach używa on tej zdolności aby zmanipulować szefa Sklepiku, Kapitana Jamesa Hollistera (zwanego też Kapem), aby mu pomógł. W międzyczasie Charlie zostaje przekonana przez Rainbirda do użycia swojej mocy oraz uczestnictwa w eksperymentach. Nie obchodzi go zbytnio wynik badań; celem Johna jest zabicie dziewczynki aby przekonać się, co tak naprawdę dzieje się po śmierci. Agent wcześniej zabił w tym samym celu sposób jednego z niebezpiecznych naukowców Sklepiku – dr. Josepha Wanlessa.
W końcu Andy odzyskuje kontakt z Charlie i po raz pierwszy „popycha” Kapa, aby ten przekazał jej list oraz wykonał kilka zadań, które ułatwią mu w przyszłości wykonanie planu ucieczki. Szyki psuje mu Rainbird, który odkrywa intrygę Andy’ego i doprowadza do spotkania rodziny McGee we wcześniej ustalonym miejscu spotkania. Andy „popycha” Rainbirda do skoku z krokwi pewnej stajni, temu jednak udaje się  mimo obrażeń przeżyć. Andy umiera z połączenia wylewu krwi do mózgu (spowodowanego nadużywaniem pchnięcia) oraz rany postrzałowej od Johna. Jego ostatnimi słowami poprosił on córeczkę aby „spaliła wszystko”, ostatecznie uwalniając ją od zahamowań dotyczących używania swojej mocy. Wypełnia ona prośbę ojca, spopielając cały budynek, zabijając Rainbirda razem z resztą pracowników Sklepiku oraz otwierając sobie drogę ucieczki.
Charlie wraca do Mandersów, którzy opiekują się nią dopóki nie wyzdrowieje. Sklepik, tym razem z nowym zarządem, ciągle poluje na nią. Książka kończy się gdy Charlie przedstawia swoją historię redakcji magazynu The Rolling Stone. Ma ona nadzieję, że ujawnienie prawdy sprawi, że ponowne porwanie i skrzywdzenie jej stanie się niemożliwe.